# Breznički Hum
Breznički Hum je općina u Hrvatskoj, u Varaždinskoj županiji.

## Zemljopis
Breznički Hum se nalazi u Hrvatskom zagorju.

## Stanovništvo
Po popisu stanovništva iz 2001. godine, općina Breznički Hum imala je 1575 stanovnika, raspoređenih u 5 naselja:
- Breznički Hum – 557
- Butkovec – 209
- Krščenovec – 171
- Radešić – 233
- Šćepanje – 405

### Nacionalni sastav, 2001.
- Hrvati – 1566 (99,43)
- Mađari – 1
- Srbi – 1
- neopredijeljeni – 2
- nepoznato – 5 (0,32)

| broj stanovnika | 1624  | 1760  | 1901  | 2173  | 2287  | 2601  | 2464  | 2852  | 2978  | 2960  | 2763  | 2395  | 2041  | 1740  | 1575  | 1356  | 1132  |
|                 | 1857. | 1869. | 1880. | 1890. | 1900. | 1910. | 1921. | 1931. | 1948. | 1953. | 1961. | 1971. | 1981. | 1991. | 2001. | 2011. | 2021. |

| broj stanovnika | 477   | 540   | 608   | 688   | 654   | 738   | 659   | 793   | 866   | 877   | 791   | 714   | 645   | 568   | 557   | 497   | 410   |
|                 | 1857. | 1869. | 1880. | 1890. | 1900. | 1910. | 1921. | 1931. | 1948. | 1953. | 1961. | 1971. | 1981. | 1991. | 2001. | 2011. | 2021. |

## Uprava
Načelnik Općine je Darko Žugčić (HDZ). Predsjednica Općinskog vijeća je Martina Roginek (HDZ).

## Poznate osobe
- Zlatko Tanodi, hrv.-arg. arhivist, ugledno ime južnoameričke arhivistike

## Spomenici i znamenitosti
- župna crkva Sv. Martina

## Obrazovanje
- Osnovna škola Breznički Hum

## Kultura
U Općini Breznički Hum djeluje orkestar Limene glazbe Sv. Martin od 1998. godine. Inicijator osnivanja orkestra bio je pok. Slavko Vrhovec, tadašnji ravnatelj Osnovne škole Breznički Hum, a suosnivači su bili Stjepan i Tomo Vuraić. Limena glazba Sv. Martin 2008. godine obilježila je deset godina rada i djelovanja održavanjem Jubilarnog koncerta u Brezničkom Humu.
Orkestar okuplja 30-ak amaterskih glazbenika, a ponajviše pažnje posvećuje se mladim članovima, od kojih nekolicina pohađa i redovnu glazbenu školu. Tijekom godine orkestar ostvaruje 20-ak nastupa na raznim svečanostima u matičnoj i susjednim općinama ili županijama. Limenu glazbu potpomažu općine Breznički Hum i Breznica, nekolicina sponzora i članovi.
Orkestrom ravna i vodi ga dirigent Stjepan Šobak, profesionalni glazbenik i djelatnik Orkestra HV.

## Šport
- Športsko rekreacijsko društvo Breznički Hum

## Vanjske poveznice
- Stranice Općine Breznički Hum
- Stranice OŠ Breznički Hum  Arhivirana inačica izvorne stranice od 8. studenoga 2021. (Wayback Machine)
- "Naša djeca" Breznički Hum[neaktivna poveznica]